# Faktischer Geschäftsführer
Ein faktischer Geschäftsführer („De-facto-Geschäftsführer“) ist eine Person, die faktisch wie ein Geschäftsführer einer GmbH tätig wird, ohne förmlich als Geschäftsführer bestellt und im Handelsregister eingetragen und damit gesetzlicher Vertreter der GmbH zu sein. Voraussetzung für die Annahme faktischer Geschäftsführung ist ein nach außen hervortretendes, üblicherweise der Geschäftsführung zuzurechnendes Handeln.

## Motive für faktische Geschäftsführung
Faktische Geschäftsführung tritt häufig auf, wenn ein Geschäftsführer aus Unachtsamkeit nicht ordnungsgemäß bestellt wurde oder ein so genannter Strohmann als bestellter Geschäftsführer einer GmbH vorgeschoben wird. Denn die Ausübung der Geschäftsführung einer GmbH kann bei Verurteilung wegen bestimmten Delikten verboten werden. Dies hält die Betroffenen jedoch oft nicht davon ab, weiter unternehmerisch tätig zu werden und hinter den Kulissen die Fäden einer GmbH zu ziehen.
Für die Annahme, dass eine Person als faktischer Geschäftsführer fungiert, spricht, dass sie nicht durch Beschluss förmlich zum Geschäftsführer bestellt (und auch nicht im Handelsregister eingetragen) ist, aber mit Einverständnis des nominellen Geschäftsführers die tatsächliche Geschäftsführung wahrnimmt.

## Rechtliche Vertretung der GmbH
Der faktische Geschäftsführer ist kein Geschäftsführer i. S. d. § 35 GmbHG. Da er die GmbH rechtlich nicht vertritt, können ihm keine für die GmbH bestimmten Erklärungen oder Verwaltungsakte bekannt gegeben werden. Ein ihm für die GmbH bekannt gegebener Steuerbescheid ist nicht wirksam bekannt gegeben. Entsprechend kann der faktische Geschäftsführer nicht die GmbH vertreten, also keinen Einspruch und keine Klage im Namen der GmbH einlegen bzw. erheben. Die GmbH wird aus den vom faktischen Geschäftsführer für sie geschlossenen Verträgen mangels wirksamer Vertretung grundsätzlich weder berechtigt noch verpflichtet, muss sich aber gegebenenfalls die Erklärungen über die Grundsätze der Duldungs- und Anscheinsvollmacht zurechnen lassen.

## Steuerliche Haftung
Der faktische Geschäftsführer kommt neben dem förmlich bestellten und im Handelsregister eingetragenen Geschäftsführer einer GmbH als Haftungsschuldner in Betracht, wenn es um die zivilrechtliche Haftung, die steuerliche Haftung gem. §§ 69, 71 AO und Strafbarkeit wegen Wirtschaftsdelikten geht. Wer als faktischer Geschäftsführer tätig wird, vernichtet die ihm z. B. als Gesellschafter zukommende beschränkte Haftung nach GmbH-Regeln und begründet selbst seine volle Haftung als faktischer Geschäftsführer, z. B. für Steuerschulden der GmbH (§ 69 AO). Die steuerliche Haftung des faktischen Geschäftsführers neben dem nominellen Geschäftsführer ist rechtstatsächlich bedeutsam. Bei der Inanspruchnahme muss aber im Rahmen der Ermessensausübung immer bedacht werden, alle nominellen und alle faktischen Geschäftsführer in Anspruch zu nehmen.
Der Annahme eines faktischen Geschäftsführers steht nicht entgegen, dass neben ihm auch ein bestellter (nomineller) Geschäftsführer die Geschäftsführung ausübt. Jedoch muss der faktische Geschäftsführer neben dem bestellten eine überragende Stellung einnehmen. Eine faktische Geschäftsführung wird angenommen, wenn der faktische Geschäftsführer mindestens sechs der folgenden acht Merkmale erfüllt:
- Bestimmung der Unternehmenspolitik
- Unternehmensorganisation
- Einstellen von Mitarbeitern
- Bestimmung der Höhe der Gehälter
- Gestaltung der Geschäftsbeziehungen zu Vertragspartnern
- Verhandlungen mit Kreditgebern
- Treffen von Entscheidungen in Steuerangelegenheiten
- Steuerung der Buchhaltung

Die Einzelheiten für die Bejahung der faktischen Geschäftsführung ergeben sich aus der Rechtsprechung des Bundesfinanzhofs.

### Einwendungsausschluss
Der faktische Geschäftsführer kann als Haftungsschuldner auch Einwendungen gegen die Steuerschuld erheben, da er an diesen Einwendungen gegen die akzessorische Steuerschuld nicht durch § 166 AO gehindert ist. Da er rechtlich nicht im eigenen Namen oder in Vertretung der GmbH zur Einlegung des Einspruchs gegen den Steuerbescheid befugt ist, muss er sich als Haftungsschuldner die bestandskräftige Steuerschuld nicht entgegenhalten lassen. Es besteht insofern kein Einwendungsausschluss.

## Zivilrechtliche Haftung
Die zivilrechtliche Haftung des faktischen Geschäftsführers gegenüber der GmbH ist im Einzelnen umstritten.
Eine persönliche Haftung des faktischen Geschäftsführers wegen Pflichtverletzung gegenüber der GmbH gem. § 43 Abs. 2 GmbHG wird angenommen, wenn dieser „die Geschicke der Gesellschaft – und zwar nicht nur durch interne Einwirkung auf die satzungsmäßigen Geschäftsführer, sondern durch eigenes, auch nach außen hervortretendes, üblicherweise der Geschäftsführung zuzurechnendes Handeln – so maßgeblich in die Hand genommen hat, dass ihm auch die Verantwortung für die rechtzeitige Stellung des Insolvenzantrags zufällt“.
Es wird jedoch nicht angenommen, dass sich daraus auch eine Durchgriffshaftung ergibt, d. h. eine unmittelbare persönliche Haftung des faktischen Geschäftsführers gegenüber Dritten, denen gegenüber der faktische Geschäftsführer für die GmbH gehandelt hat. Das gilt nicht für den Bereich der steuerlichen Haftung.
Der GmbH wird das Handeln und Wissen des faktischen Geschäftsführers wie das des nominellen Geschäftsführers  zugerechnet.

## Pflicht zur Stellung eines Insolvenzantrags
Der faktische Geschäftsführer macht sich strafbar, wenn er trotz Insolvenzgrundes keinen Insolvenzantrag stellt. Diese Pflicht trifft daneben auch den oder die nominellen Geschäftsführer der GmbH.